# Łobodno (wieś w województwie śląskim)
Łobodno – wieś w Polsce, położona w województwie śląskim, w powiecie kłobuckim, w gminie Kłobuck, nad rzeką Białą Okszą.
W dobie Sejmu Wielkiego Świerków należał do powiatu lelowskiego.
W latach 1975–1998 miejscowość administracyjnie należała do województwa częstochowskiego.

## Nazwa
Nazwa Łobodno pochodzi od komosy białej, potocznie zwanej lebiodą, łobodą – rośliny masowo rosnącej na tych terenach. W XVII wiecznych dokumentach wieś występuje pod nazwą Łobodne.

## Integralne części wsi
| SIMC    | Nazwa           | Rodzaj    |
| ------- | --------------- | --------- |
| 0133971 | Kolonia Łobodno | część wsi |
| 0133988 | Piaski          | część wsi |
| 0133994 | Piła            | część wsi |

## Historia
Łobodno jest dawną wsią królewską, należała do starostwa w Krzepicach, a następnie znalazła
się w starostwie kłobuckim. Król Kazimierz Wielki nadał prawo lokacyjne ws Łobodno w 1344. Na podstawie tej informacji wynika, że Łobodno mogło istnieć już w I połowie XIV wieku. 
Najstarszym dokumentem, zawierającym informacje o sytuacji ekonomicznej wsi, jest lustracja z 1564 roku; Łobodno należało wówczas do starostwa krzepickiego. Lustracja opisuje wysokość podatków, płaconych przez mieszkańców wsi, a także liczbę osób zamieszkujących osadę.
Według dokumentów z 1789 roku, w Łobodnie znajdował się folwark, na który składały się budynki mieszkalne, kurnik, owczarnia, spichlerz oraz dziedziniec; pozostałymi budynkami w osadzie była karczma zajezdna oraz młyn, wraz z należącymi do niego stawem i stodołą.
W latach 1793–1807 Łobodno należało do pruskiej prowincji Südpreussen, miejscowe dobra wykupione zostały przez Henkla von Donnersmarcka. Następnie, w latach 1807-1815, Łobodno należało do Księstwa Warszawskiego, w latach 1815-1831 – do autonomicznego Królestwa Polskiego, a po powstaniu listopadowym znalazło się w zaborze rosyjskim. Po okresie okupacji niemieckiej w czasie I wojny światowej znalazło się w II Rzeczypospolitej, w powiecie częstochowskim.

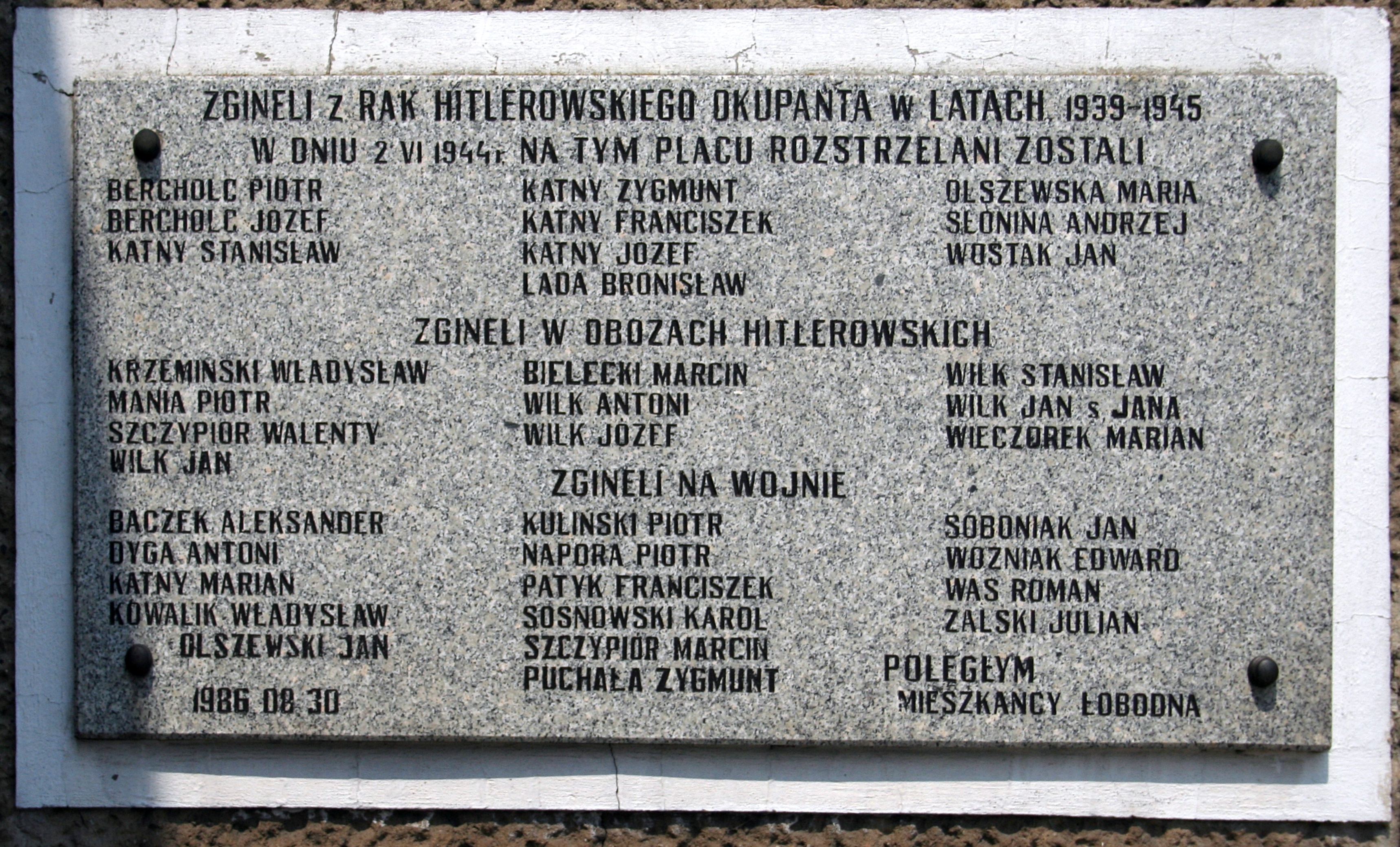
Tablica upamiętniająca mieszkańców wsi, którzy zginęli podczas II Wojny Światowej

W nocy z 1 na 2 września 1939 roku, w rejonie Łobodna zajęła pozycje obronne Wołyńska Brygada Kawalerii. 
3 września 1939 roku do wsi wkroczyły oddziały Wehrmachtu, podpalając zabudowania. Żołnierze niemieccy zamordowali wówczas 20 mieszkańców Łobodna oraz spalili 99 budynków mieszkalnych i gospodarczych. Zdołano ustalić tożsamość 3 zabitych, byli to: Adam Galle (20 lat), Maria Galle (50 lat) i Ignacy Galle (50 lat). Poza nimi zamordowano 5 osób pochodzenia żydowskiego i 12 osób, które przypadkowo znalazły się w wiosce i nie były jej mieszkańcami. Nie ustalono ich personaliów. We wsi działali żołnierze Batalionów Chłopskich. W okresie okupacji niemieckiej wieś została włączona do III Rzeszy. 2 czerwca 1944 żandarmeria niemiecka i oddziały SS dokonały pacyfikacji Łobodna, za pomoc partyzantom rozstrzelano 10 osób. Zabici zostali: Józef Barchold (25 lat), Piotr Barchold (49), Franciszek Kątny (51), Józef Kątny (20) syn Franciszka, Stanisław Kątny (38), Zygmunt Kątny (20) syn Stanisława, Bronisław Łada (28), Katarzyna Olszewska (66), Andrzej Słonina (38), Jan Wośtak (35). Zwłoki pomordowanych zostały przewiezione furmankami do Kłobucka i pochowane na cmentarzu parafialnym.
Niemcy aresztowali także 17 osób, które zostały potem wywiezione do obozów zagłady, skąd nie wróciły: Marian Bielecki (43 lata), Czesław Górnik, Jan Krzemiński (ok. 60), Piotr Mania (18), Stanisław Olszewski, Bronisław Palis, Jan Sobaniak (20), Walenty Szczygieł (30), Bronisław Szczygieł (28), Józef Wieczorek (45), Antoni Wilk (49), Jan Wilk s.Jana, Jan Wilk s.Ignacego, Józef Wilk (61), Stanisław Wilk (35), Józef Wojtyszek.
Podczas badań archeologicznych w latach 1960-1963 w Łobodnie odnaleziono ślady kultury łużyckiej, w postaci różnych naczyń i ułamków naczyń. Obecnie zachowane elementy znajdują się w Muzeum Częstochowskim.

## Edukacja
W Łobodnie znajduje się wybudowany w latach 1950-1955, Zespół Szkolno-Przedszkolny, w którego skład wchodzą przedszkole, szkoła podstawowa i gimnazjum. Obecnie szkoła nosi nazwę Marii Konopnickiej.
Adres strony tutaj

## Sport
Funkcjonuje tu Ludowy Klub Sportowy Oksza Łobodno, który powstał w 1970 roku. Występuje on w rozgrywkach częstochowskiej "A" Klasy, grupy I. Drużyna Okszy Łobodno swoje mecze rozgrywa na stadionie przy ulicy Bolesława Prusa 66, gdzie znajduje się również wybudowana w 2011 roku nowa siedziba klubu. W sezonie rozgrywkowym 2011/2012 klub występował w Częstochowskiej Lidze Okręgowej, jednak spadł po jednym sezonie.

## Obiekty sakralne
W lasach należących do Łobodna znajduje się kapliczka pod wezwaniem św. Anny oraz dąb, który liczy sobie 300 lat. Ówcześnie tereny te należały do rodziny szlacheckiego pochodzenia – Puchałów . Legenda głosi, że Kapliczkę wybudował Puchała, ojciec- chorej córki Anny, która została uzdrowiona. Po dziś dzień tereny te nazywane są Puchałami.
W Łobodnie znajduje się kościół pod wezwaniem Najświętszej Maryi Panny Częstochowskiej, który został wybudowany w latach 1983-85 staraniem ks. Kazimierza Karonia i parafian według projektu arch. M. Berenta i Zdzisławy Błaszczyk. Wyposażenie wnętrza kościoła oraz ogrodzenie placu projektował arch. Stanisław Pospieszalski. Uroczystego poświęcenia świątyni (konsekracji) dokonał 21.08. 1988 r. biskup Stanisław Nowak. Wcześniej parafia posiadała mały kościółek, znajdujący się na skrzyżowaniu dróg wojewódzkich 491 i 492, jednak został on zburzony. Na jego miejscu postawiono kamienną płytę upamiętniającą to miejsce.

## Transport
Przez Łobodno przebiegają drogi wojewódzkie 491 i 492.

## Ludzie związani z Łobodnem
- Aleksy Kowalik